# Tsnungwe
Els Tsnungwe (South Fork Indians, South Hupa, South Fork Hupa) són un poble d'amerindis de Califòrnia no reconeguts federalment assentats al llarg del riu Trinity, South Fork del riu Trinity i New River, als comtats de Trinity i Humboldt a Califòrnia. La llengua dels tsnungwe és un dialecte del hupa parlat per llurs veïns hupes.